# Zentralasiatische Freilandgloxinie
Die Zentralasiatische Freilandgloxinie (Incarvillea semiretschenskia) ist eine Pflanzenart aus der Gattung Incarvillea in der Familie der Trompetenbaumgewächse (Bignoniaceae).

## Merkmale
Die Zentralasiatische Freilandgloxinie ist eine Halbstrauch der Wuchshöhen von 20 bis 60 Zentimeter erreicht. Die Blätter sind wechselständig und einfach bis doppelt fiederschnittig. Die 7 bis 9 Paare Seitenfiedern sind linealisch. Die traubigen Blütenstände sind endständig. Die Blüten sind rosa bis purpur. Die septifragen Kapselfrüchte sind sechsflügelig.
Die Blütezeit reicht von Mai bis Juni.

## Vorkommen und Lebensraum
Die Zentralasiatische Freilandgloxinie kommt natürlich nur im Schu-Ili-Gebirge in Zentralasien in Kasachstan auf trockenen, felsigen Hügeln in Höhen von 812 bis 1075 Metern vor. In der Roten Liste Kasachstans ist sie als seltene Reliktart mit begrenztem Verbreitungsgebiet aufgeführt.

## Taxonomie
Die Zentralasiatische Freilandgloxinie wurde 1915 von Boris Alexeevich Fedtschenko in Rastitelnost Turkestana Seite 701 als Niedzwedzkia semiretschenskia erstbeschrieben, mit dem Gattungsnamen Niedzwedzkia ehrte er den russischen Juristen und Botaniker Vladislav E. Niedzwiecki (1855–1918), der die Art am 18. Mai 1909 gesammelt hat. 1961 stellte Andrew John Grierson in Notes from the Royal Botanic Garden, Edinburgh Band 23 Seite 350 die Art als Incarvillea semiretschenskia (B.Fedtsch.) Grierson in die Gattung Incarvillea. Bei seiner Revision unterteilte er die Gattung in fünf Untergattungen, mit der Zentralasiatischen Freilandgloxinie als einzige Art in der damit monotypischen Untergattung Niedzwedzkia.

## Nutzung
Die Zentralasiatische Freilandgloxinie wird selten als Zierpflanze für Steingärten genutzt.